# Eduards Dašķevičs
Eduards Dašķevičs (Daugavpils, 12 de julio de 2002) es un futbolista letón que juega en la demarcación de centrocampista para el FK Auda de la Virslīga.

## Selección nacional
Tras jugar con la selección de fútbol sub-17 de Letonia, la sub-19 y la sub-21 hizo su debut con la selección absoluta el 16 de junio de 2023 en un partido de clasificación para la Eurocopa 2024 contra Turquía que finalizó con un resultado de 2-3 a favor del combinado turco tras los goles de Eduards Emsis y Kristers Tobers para Letonia, y de Abdülkerim Bardakcı, Cengiz Ünder y İrfan Can Kahveci para el combinado turco.

## Clubes
| Club            | País    | Año       | Partidos | Goles |
| --------------- | ------- | --------- | -------- | ----- |
| Hamarkameratene | Noruega | 2021-2022 | 13       | 1     |
| Riga FC         | Letonia | 2023-2025 | 94       | 10    |
| FK Auda         | Letonia | 2025-     |          |       |